# Temporada 1993-94 de los Golden State Warriors
La temporada 1993-94 fue la cuadragésimo octava de los Warriors en la NBA, la trigésimo segunda en el Área de la Bahía de San Francisco, a donde llegaron procedentes de Filadelfia, y la vigesimotercera en la ciudad de Oakland con la denominación de Golden State Warriors. La temporada regular acabó con 50 victorias y 32 derrotas, acabando en la sexta posición de la Conferencia Oeste, clasificándose para los playoffs, en los que cayeron derrotados en primera ronda ante los Phoenix Suns.
No volverían a disputar unos playoffs hasta la Temporada 2006-07.

## Elecciones en elDraft
| Ronda | Puesto | Jugador        | Posición | Nacionalidad   | Universidad      |
| ----- | ------ | -------------- | -------- | -------------- | ---------------- |
| 1     | 3      | Penny Hardaway | Base     | Estados Unidos | Memphis          |
| 2     | 34     | Darnell Mee    | Escolta  | Estados Unidos | Western Kentucky |

## Temporada regular
| División Pacífico        | División Pacífico | División Pacífico | División Pacífico | División Pacífico | División Pacífico | División Pacífico | División Pacífico | División Pacífico |
| Equipo                   | G                 | P                 | %                 | PD                | Casa              | Fuera             | Div               |                   |
| ------------------------ | ----------------- | ----------------- | ----------------- | ----------------- | ----------------- | ----------------- | ----------------- | ----------------- |
| y-Seattle SuperSonics    | 63                | 19                | .768              | —                 | 37–4              | 26–15             | 25–5              |                   |
| x-Phoenix Suns           | 56                | 26                | .683              | 7                 | 36–5              | 20–21             | 19–11             |                   |
| x-Golden State Warriors  | 50                | 32                | .610              | 13                | 29–12             | 21–20             | 19–11             |                   |
| x-Portland Trail Blazers | 47                | 35                | .573              | 16                | 30–11             | 17–24             | 17–13             |                   |
| Los Angeles Lakers       | 33                | 49                | .402              | 30                | 21–20             | 12–29             | 7–23              |                   |
| Sacramento Kings         | 28                | 54                | .341              | 35                | 20–21             | 8–33              | 9–21              |                   |
| Los Angeles Clippers     | 27                | 55                | .329              | 36                | 17–24             | 10–31             | 9–21              |                   |

## Playoffs

### Primera ronda
Phoenix Suns vs. Golden State Warriors 
| Fecha       | Partido                                     | Ciudad  |
| ----------- | ------------------------------------------- | ------- |
| 29 de abril | Phoenix Suns 111, Golden State Warriors 104 | Phoenix |
| 1 de mayo   | Phoenix Suns 117, Golden State Warriors 111 | Phoenix |
| 4 de mayo   | Golden State Warriors 133, Phoenix Suns 140 | Oakland |
|             | Phoenix Suns gana las series 3-0            |         |

## Estadísticas

### Temporada regular
| Rk | Jugador          | Edad | P  | PT | MP   | TC  | TCI  | %TC  | T3  | T3I | %T3   | TL  | TLI | %TL  | RO  | RD  | RT  | AS  | RB  | TAP | BP  | FP  | PTS  |
| -- | ---------------- | ---- | -- | -- | ---- | --- | ---- | ---- | --- | --- | ----- | --- | --- | ---- | --- | --- | --- | --- | --- | --- | --- | --- | ---- |
| 1  | Latrell Sprewell | 23   | 82 | 82 | 43.1 | 7.5 | 17.3 | .433 | 1.7 | 4.8 | .361  | 4.3 | 5.6 | .774 | 1.0 | 3.9 | 4.9 | 4.7 | 2.2 | 0.9 | 2.8 | 1.9 | 21.0 |
| 2  | Chris Mullin     | 30   | 62 | 39 | 37.5 | 6.6 | 14.0 | .472 | 0.9 | 2.4 | .364  | 2.7 | 3.5 | .753 | 1.0 | 4.5 | 5.6 | 5.1 | 1.7 | 0.9 | 2.9 | 1.8 | 16.8 |
| 3  | Billy Owens      | 24   | 79 | 72 | 34.7 | 6.2 | 12.3 | .507 | 0.0 | 0.2 | .200  | 2.5 | 4.1 | .610 | 2.9 | 5.2 | 8.1 | 4.1 | 1.1 | 0.8 | 2.7 | 3.4 | 15.0 |
| 4  | Chris Webber     | 20   | 76 | 76 | 32.1 | 7.5 | 13.6 | .552 | 0.0 | 0.2 | .000  | 2.5 | 4.7 | .532 | 4.0 | 5.1 | 9.1 | 3.6 | 1.2 | 2.2 | 2.7 | 3.3 | 17.5 |
| 5  | Avery Johnson    | 28   | 82 | 70 | 28.4 | 4.3 | 8.8  | .492 | 0.0 | 0.1 | .000  | 2.2 | 3.1 | .704 | 0.5 | 1.6 | 2.1 | 5.3 | 1.4 | 0.1 | 2.1 | 2.0 | 10.9 |
| 6  | Victor Alexander | 24   | 69 | 39 | 19.1 | 3.9 | 7.3  | .530 | 0.0 | 0.2 | .154  | 1.0 | 1.9 | .527 | 1.7 | 2.8 | 4.5 | 1.0 | 0.4 | 0.5 | 1.2 | 2.4 | 8.7  |
| 7  | Jeff Grayer      | 28   | 67 | 4  | 16.4 | 2.9 | 5.4  | .526 | 0.0 | 0.2 | .167  | 1.1 | 1.8 | .602 | 1.1 | 1.7 | 2.9 | 0.9 | 0.5 | 0.2 | 0.9 | 1.5 | 6.8  |
| 8  | Chris Gatling    | 26   | 82 | 23 | 15.8 | 3.3 | 5.6  | .588 | 0.0 | 0.0 | .000  | 1.6 | 2.5 | .620 | 1.7 | 3.1 | 4.8 | 0.5 | 0.5 | 0.8 | 1.0 | 2.7 | 8.2  |
| 9  | Keith Jennings   | 25   | 76 | 2  | 14.4 | 1.8 | 4.5  | .404 | 0.7 | 2.0 | .371  | 1.3 | 1.6 | .833 | 0.2 | 1.0 | 1.2 | 2.9 | 0.9 | 0.0 | 1.0 | 0.8 | 5.7  |
| 10 | Andre Spencer    | 29   | 5  | 1  | 12.6 | 1.8 | 3.6  | .500 | 0.0 | 0.0 |       | 0.6 | 0.8 | .750 | 0.8 | 1.6 | 2.4 | 0.6 | 0.2 | 0.4 | 0.4 | 1.2 | 4.2  |
| 11 | Byron Houston    | 24   | 71 | 2  | 12.2 | 1.1 | 2.5  | .458 | 0.0 | 0.1 | .143  | 0.5 | 0.8 | .611 | 0.9 | 1.8 | 2.7 | 0.5 | 0.5 | 0.4 | 0.7 | 2.5 | 2.8  |
| 12 | Todd Lichti      | 27   | 5  | 0  | 11.6 | 2.0 | 5.6  | .357 | 0.4 | 0.4 | 1.000 | 1.8 | 2.2 | .818 | 0.6 | 1.4 | 2.0 | 0.6 | 0.0 | 0.0 | 0.0 | 1.8 | 6.2  |
| 13 | Josh Grant       | 26   | 53 | 0  | 7.2  | 1.1 | 2.8  | .404 | 0.3 | 1.2 | .279  | 0.4 | 0.5 | .759 | 0.5 | 1.2 | 1.7 | 0.5 | 0.3 | 0.2 | 0.6 | 1.2 | 3.0  |
| 14 | Jud Buechler     | 25   | 36 | 0  | 6.1  | 1.2 | 2.3  | .500 | 0.3 | 0.8 | .414  | 0.3 | 0.6 | .500 | 0.4 | 0.5 | 0.9 | 0.4 | 0.2 | 0.0 | 0.3 | 0.7 | 2.9  |
| 15 | Dell Demps       | 23   | 2  | 0  | 5.5  | 1.0 | 3.0  | .333 | 0.0 | 0.0 |       | 0.0 | 1.0 | .000 | 0.0 | 0.0 | 0.0 | 0.5 | 1.0 | 0.0 | 0.5 | 0.5 | 2.0  |
| 16 | Tod Murphy       | 30   | 2  | 0  | 5.0  | 0.0 | 0.0  |      | 0.0 | 0.0 |       | 0.0 | 0.0 |      | 0.0 | 0.5 | 0.5 | 0.5 | 0.0 | 0.0 | 0.0 | 1.0 | 0.0  |

### Playoffs
| Rk | Jugador          | Edad | P | PT | MP   | TC   | TCI  | %TC  | T3  | T3I | %T3  | TL  | TLI | %TL  | RO  | RD  | RT   | AS  | RB  | TAP | BP  | FP  | PTS  |
| -- | ---------------- | ---- | - | -- | ---- | ---- | ---- | ---- | --- | --- | ---- | --- | --- | ---- | --- | --- | ---- | --- | --- | --- | --- | --- | ---- |
| 1  | Chris Mullin     | 30   | 3 | 3  | 45.0 | 10.0 | 17.0 | .588 | 2.0 | 4.0 | .500 | 3.3 | 3.7 | .909 | 1.3 | 3.3 | 4.7  | 3.7 | 0.0 | 1.7 | 2.3 | 1.3 | 25.3 |
| 2  | Billy Owens      | 24   | 3 | 3  | 42.3 | 8.3  | 16.7 | .500 | 0.0 | 0.3 | .000 | 3.0 | 4.0 | .750 | 4.0 | 6.0 | 10.0 | 4.3 | 1.3 | 0.7 | 2.3 | 3.7 | 19.7 |
| 3  | Latrell Sprewell | 23   | 3 | 3  | 40.7 | 8.7  | 20.0 | .433 | 2.7 | 7.7 | .348 | 2.7 | 4.0 | .667 | 0.3 | 2.7 | 3.0  | 7.0 | 0.7 | 1.0 | 3.0 | 5.0 | 22.7 |
| 4  | Chris Webber     | 20   | 3 | 3  | 36.3 | 7.3  | 13.3 | .550 | 0.0 | 0.7 | .000 | 1.0 | 3.3 | .300 | 4.3 | 4.3 | 8.7  | 9.0 | 1.0 | 3.0 | 3.0 | 3.7 | 15.7 |
| 5  | Chris Gatling    | 26   | 3 | 1  | 18.0 | 2.7  | 4.3  | .615 | 0.0 | 0.0 |      | 3.3 | 4.3 | .769 | 2.3 | 3.3 | 5.7  | 1.3 | 0.7 | 0.3 | 0.7 | 3.3 | 8.7  |
| 6  | Jeff Grayer      | 28   | 3 | 0  | 15.3 | 3.7  | 6.7  | .550 | 0.0 | 0.0 |      | 0.7 | 1.0 | .667 | 0.3 | 1.7 | 2.0  | 0.3 | 0.3 | 0.3 | 0.7 | 2.3 | 8.0  |
| 7  | Byron Houston    | 24   | 3 | 2  | 15.3 | 2.0  | 2.7  | .750 | 0.0 | 0.0 |      | 1.0 | 1.7 | .600 | 0.7 | 1.0 | 1.7  | 1.0 | 0.3 | 0.7 | 0.0 | 3.0 | 5.0  |
| 8  | Avery Johnson    | 28   | 3 | 0  | 13.7 | 3.0  | 5.7  | .529 | 0.0 | 0.3 | .000 | 0.0 | 0.0 |      | 0.0 | 1.0 | 1.0  | 3.3 | 1.3 | 0.3 | 1.0 | 0.7 | 6.0  |
| 9  | Keith Jennings   | 25   | 3 | 0  | 13.0 | 1.3  | 4.3  | .308 | 0.3 | 1.7 | .200 | 2.0 | 2.3 | .857 | 0.3 | 1.3 | 1.7  | 1.3 | 0.3 | 0.0 | 1.3 | 3.7 | 5.0  |
| 10 | Josh Grant       | 26   | 1 | 0  | 1.0  | 0.0  | 0.0  |      | 0.0 | 0.0 |      | 0.0 | 0.0 |      | 0.0 | 0.0 | 0.0  | 0.0 | 0.0 | 0.0 | 0.0 | 0.0 | 0.0  |

## Galardones y récords
| Jugador          | Galardón                                                                 |
| Chris Webber     | Rookie del Año de la NBA Mejor quinteto de rookies de la NBA             |
| Latrell Sprewell | Mejor quinteto de la NBA 2.º Mejor quinteto defensivo de la NBA All-Star |